# Dipartimento di Mayo-Kani
Il dipartimento di Mayo-Kani è un dipartimento del Camerun nella Regione dell'Estremo Nord.

## Comuni
Il dipartimento è suddiviso in 7 comuni:
- Guidiguis
- Kaélé
- Mindif
- Moulvoudaye
- Moutourwa
- Porhi
- Taibong